# Der Weibsteufel (film 1951)
Der Weibsteufel è un film del 1951 scritto e diretto da Wolfgang Liebeneiner. Il regista firmò anche la sceneggiatura che si basava sul dramma omonimo del 1914 di Karl Schönherr, portato sullo schermo già nel 1924 da Fred Niblo con il film Thy Name Is Woman.

## Produzione
Il film fu prodotto dall'austriaca Styria-Film.

## Distribuzione
Distribuito dalla Donau-Film Wien, uscì nelle sale cinematografiche austriache il 28 settembre 1951. Nello stesso giorno, fu distribuito anche in Germania Ovest dalla Donau-Filmgesellschaft.